# Bosrand

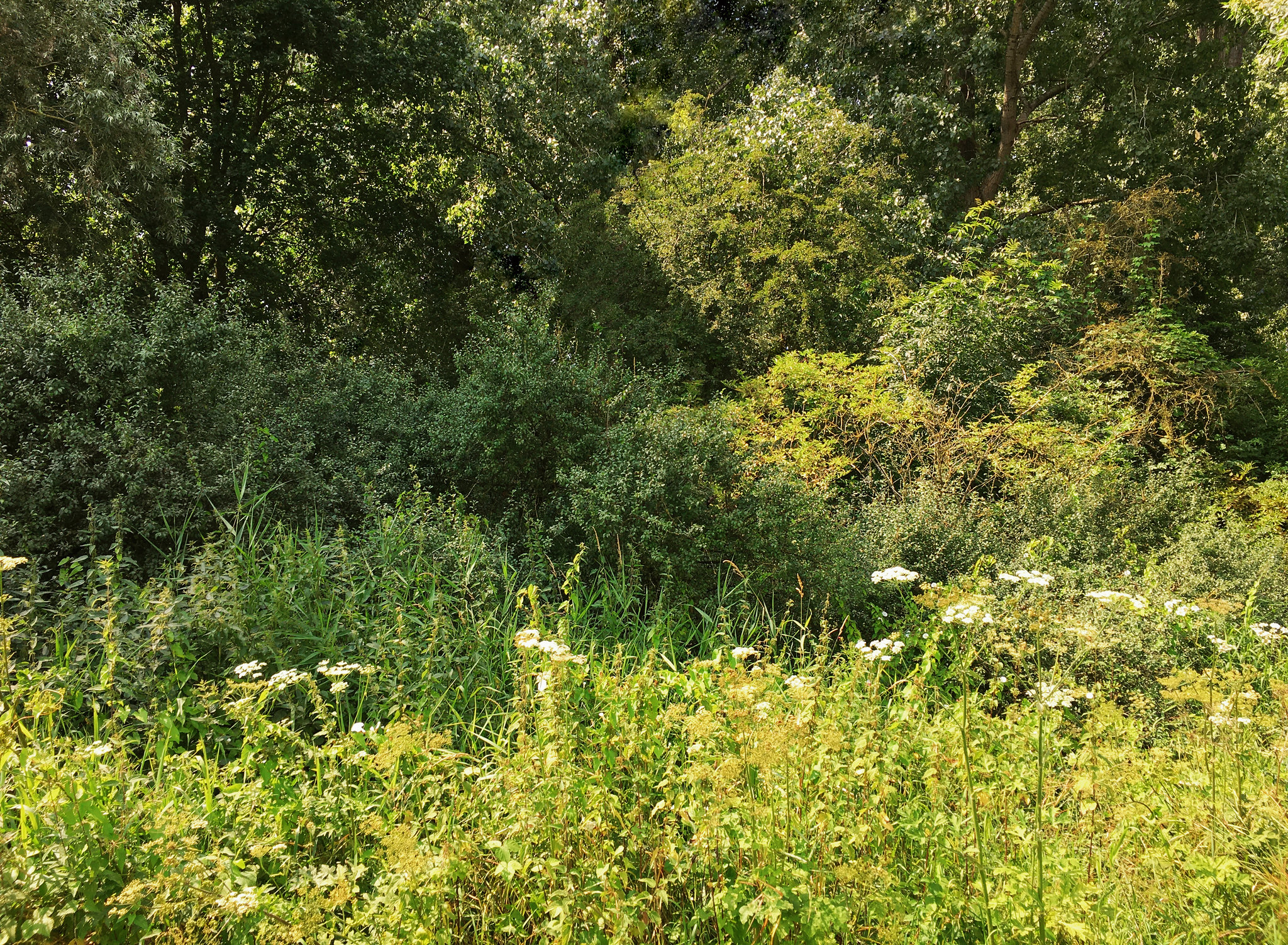
Een bosrand met een mantel en een zoom

Een bosrand is de overgang tussen een open terrein en een bosgebied.

## Algemeen

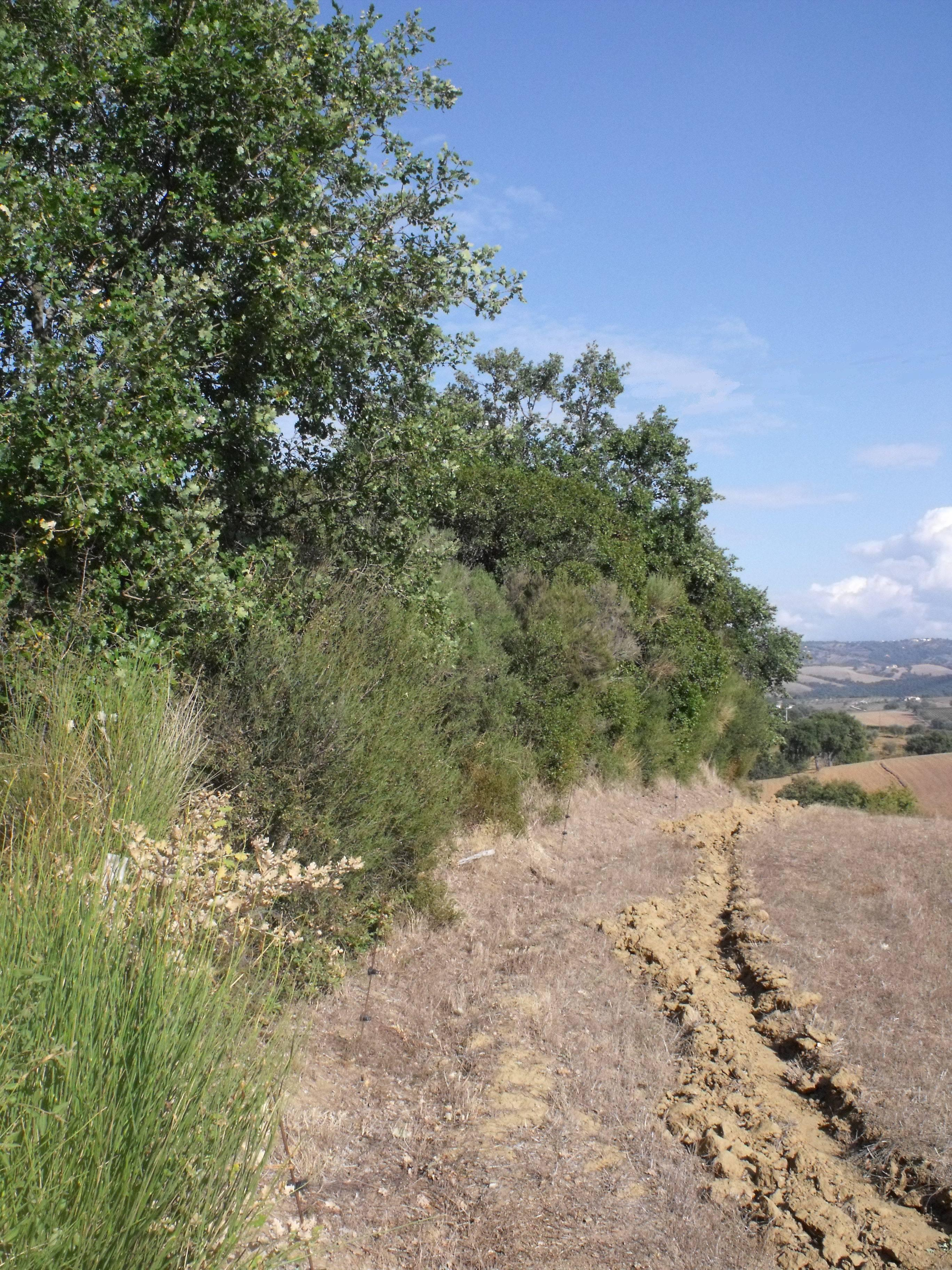
Mantel van een bosrand (de zoom ontbreekt)

Een bosrand bestaat idealiter uit een zoom en een mantel.
- zoom: een zone met ruigtekruiden. Deze zone is ongeveer 0,4 m breed en kan een hoogte bereiken van 1,5 m.
- mantel: de mantel bestaat uit struweel en is in het ideale geval zo'n twee meter breed. De mantel kan een hoogte bereiken van tien meter.

Na de mantel volgt in de overgang van open terrein naar het eigenlijke bos, de kern met volgroeide bomen.
Bosranden kennen doorgaans een grote biodiversiteit net zoals vele andere natuurlijke gradiënten: de mantel vormt een habitat voor vogels, de zoom zorgt voor schuilgelegenheid en voedsel voor vlinders en insecten.
Er kan onderscheid gemaakt worden tussen drie typen bosranden: die op zandgronden, die op leem- en kleigrond en die horen bij een moerasbos.

## Bosrand op zandgrond
Bosranden op zandgrond komen voor op de hogere zandgronden en in de duinen. De grond is over het algemeen droog en voedselarm. Een bosrand op zandgrond kan horen bij de volgende bostypen:
- Loofbosaanplant op cultuurgrond
- Heide- of stuifzandbebossing
- Donker naaldbos
- Loofbos op oude bosbodem

## Bosrand  op klei of leem
Dit type bosrand komt voornamelijk voor in het zeekleilandschap en rivier(klei)landschap. Dit type bosrand komt tevens voor op kalkgronden. De grond is voedselrijk. De grond kan elk waterregime hebben. De bostypen die bij de bosrand op klei of leem horen zijn:
- Loofbosaanplant op cultuurgrond
- Incidenteel overstroomd bos
- Loofbos op oude bosbodem

## Bosrand horende bij een moerasbos
Bosranden die horen bij een moerasbos komen voor op veengebieden, gebieden die onder water staan of regelmatig overstromen of in uiterwaarden. De bodem kan regelmatig zuurstofarm worden. De volgende typen bos komen hier voor en kunnen een bosrand hebben:
- Elzenbroekbos
- Berkenbroekbos
- Zachthoutooibos

## Afbeeldingen

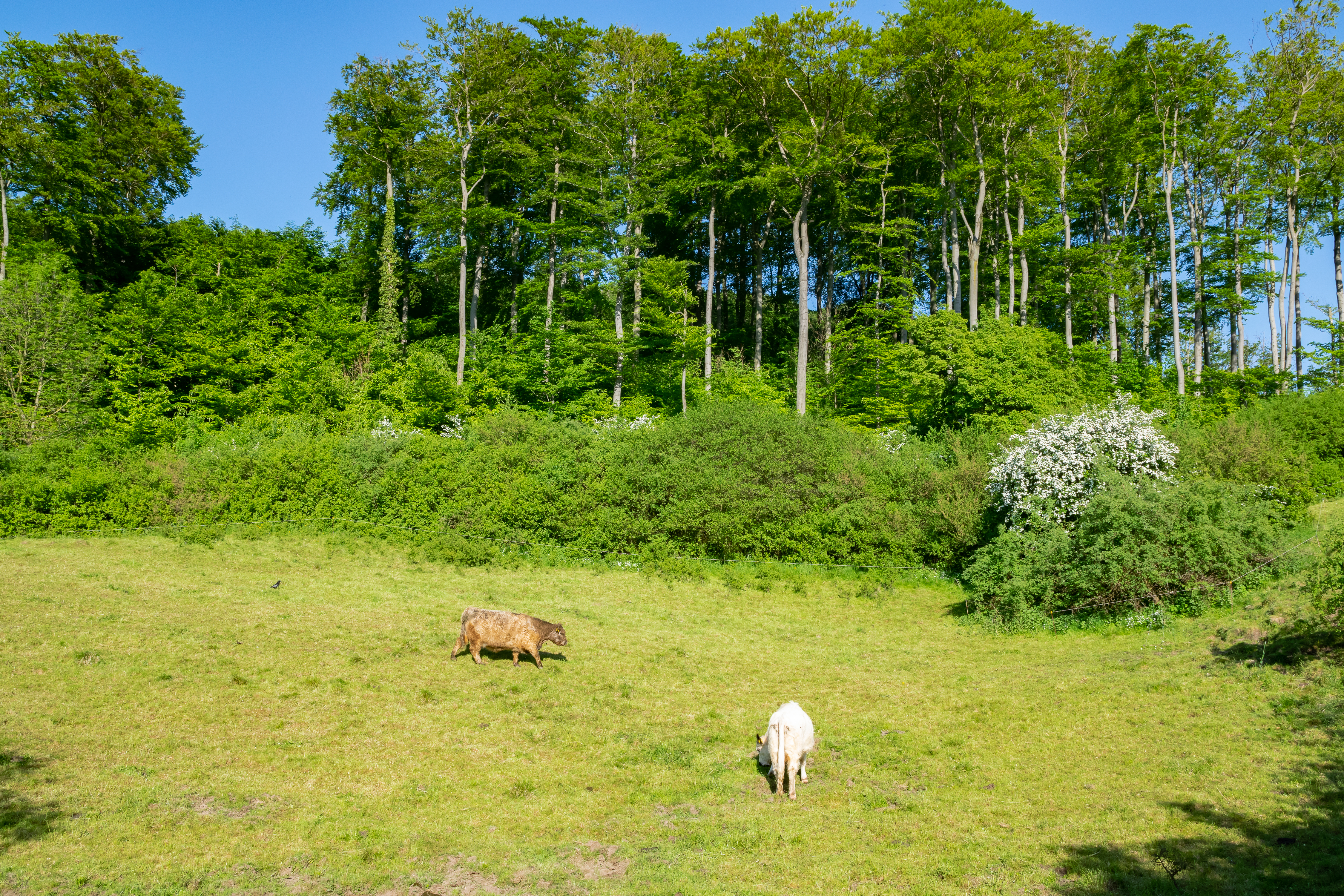
Een mantel bij een bos in Duitsland
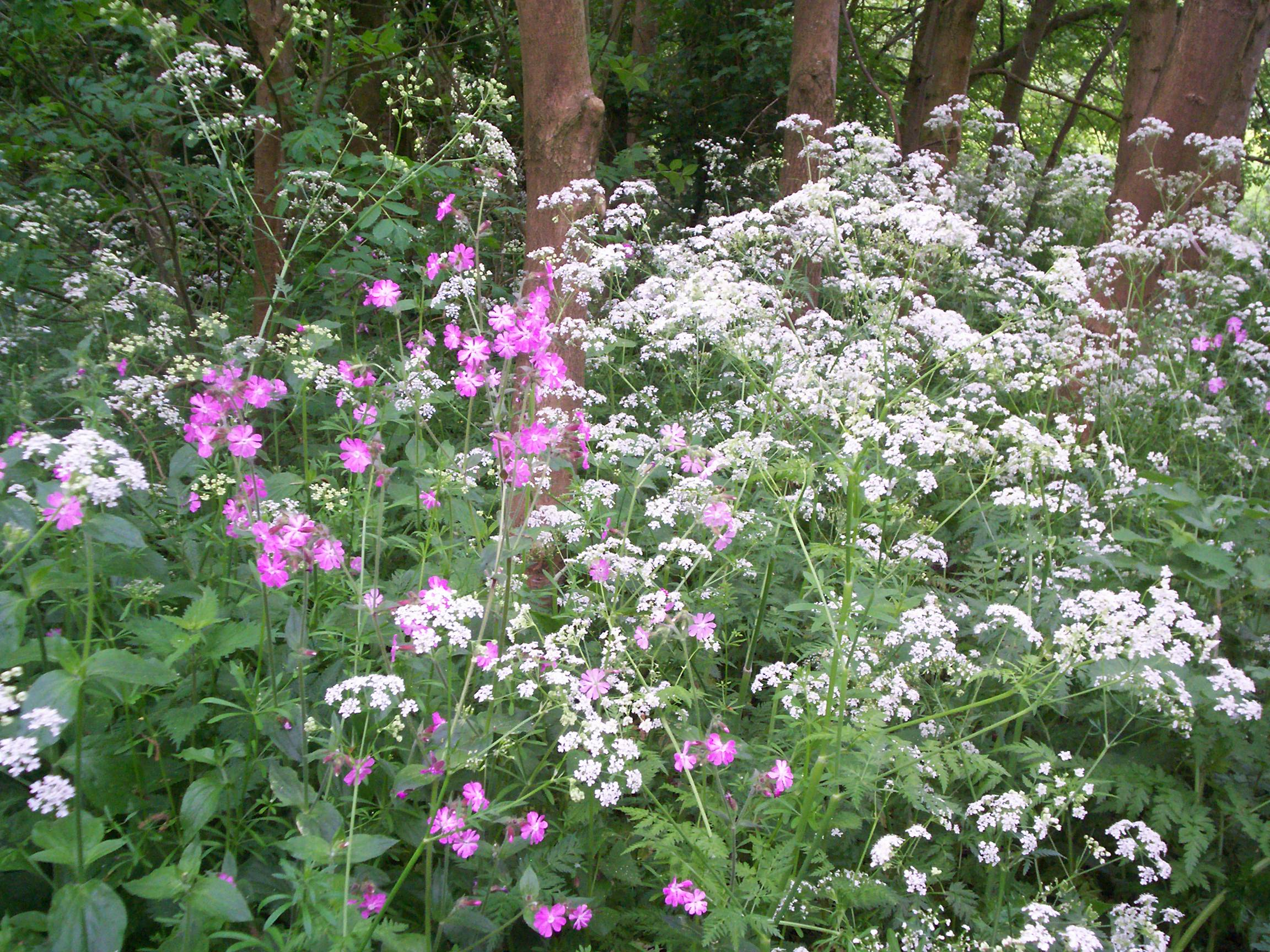
Een zoom bij een bos in Nederland